# حکیم البونادی
حکیم البونادی (انگلیسی: Hakim El Bounadi؛ زادهٔ ۹ اوت ۱۹۸۶) بازیکن فوتبال اهل مراکش است.
از باشگاه‌هایی که در آن بازی کرده‌است می‌توان به باشگاه فوتبال کلرمون فوت و باشگاه فوتبال سوشو اشاره کرد.